# 원성군 (선거구)
원성군은 대한민국의 옛 국회의원 선거구이다. 당시 강원도 원성군 지역을 관할했다.

## 역사
1955년 9월, 원주군의 일부 지역이 원주시로 승격되었다. 이와 함께 원주군의 잔여 지역은 원성군으로 개칭되었다. 이에 제4대 국회의원 선거를 앞두고 원성군 전 지역을 관할하는 선거구로 신설되었다.
제6대 국회의원 선거를 앞두고 원주시 선거구와 통합되면서 원주시·원성군 선거구를 이루게 됨에 따라 폐지되었다.

## 역대 국회의원
| 선거   | 정당 | 정당       | 의원   |
| ------ | ---- | ---------- | ------ |
| 1958년 |      | 자유당     | 홍범희 |
| 1960년 |      | 사회대중당 | 윤길중 |

## 역대 선거 결과

### 대한민국 제4대 국회의원 선거
|  | 50.11% |

|  | 36.10% |

|  | 13.77% |

### 대한민국 제5대 국회의원 선거
|  | 24.96% |

|  | 23.31% |

|  | 21.03% |

|  | 16.76% |

|  | 7.97% |

|  | 5.94% |